# 劳伦·梅伯里
劳伦·伊芙·梅伯里（英語：Lauren Eve Mayberry，1987年10月7日—) 是一位苏格兰歌手、音乐人和词曲作者。 她是苏格兰流行乐队Chvrches的主唱和打击乐手。在Chvrches乐队中，Mayberry与Iain Cook和Martin Doherty共同创作和制作歌曲，并担任主唱。 她还演奏鼓和键盘。 同时她还是女高音。